# Kompleks apikalny
Kompleks apikalny – zespół specyficznych organelli, występujący przynajmniej w części cyklu u apikompleksów. Składa się z rurowatych mikronem, które prawdopodobnie związane są z workowatymi roptriami (prawdopodobnie zawierającymi enzymy). Zakończenia mikronem i roptrii przechodzą przez pierścień biegunowy, położony centralnie na przedzie ciała. Kompleks apikalny prawdopodobnie ułatwia przeniknięcie do wnętrza komórek żywiciela.